# Grammomys buntingi
Grammomys buntingi är en däggdjursart som först beskrevs av Thomas 1911.  Grammomys buntingi ingår i släktet Grammomys och familjen råttdjur. IUCN kategoriserar arten globalt som otillräckligt studerad. Inga underarter finns listade i Catalogue of Life.
Arten blir 10,2 till 10,8 cm lång (huvud och bål) och har en 15,8 till 17,1 cm lång svans. Bakfötterna är nästan 2,5 cm långa och öronen är ungefär 1,5 cm stora. Viktuppgifter saknas. På ovansidan förekommer sandfärgad till olivgrå päls som har tydligt inslag av rödbrun vid stjärten. Vid kanten mot den vita undersidan förekommer en gul till krämfärgad linje. Grammomys buntingi har ljusbruna extremiteter.
Denna gnagare förekommer i västra Afrika från Guinea till Elfenbenskusten. Den vistas i regnskogar, i andra skogar och i buskskogar. Grammomys buntingi bygger bon av växtdelar i träd eller i buskar.
Som föda registrerades blad och frön. Övriga levnadssätt antas vara lika som hos andra släktmedlemmar.